# جيميلاي
جيميلاي (بالإنجليزية: Gemellae) كانت مدينة رومانية بربرية في موريتانيا القيصرية. تقع 5 كم جنوب غرب مليلي بولاية بسكرة الجزائرية.